# Sol Invictus
Непереможне Сонце (лат. Sol Invictus) — офіційний культ римського бога сонця Соля, запроваджений імператором Авреліаном у 274 році. Він переважав інші східні культи за своєю важливістю аж до скасування язичництва при Феодосії I. Найбільш раннім відомим надписом, що зв'язує непереможного імператора з Сонцем, є підпис на бронзовому орнаменті, що датується за своїм стилем другим століттям: INVENTORI LUCIS SOLI INVICTO AUGUSTO.

## День народження непереможного сонця (dies natalis Invicti)
25 грудня римляни проводили фестиваль, відомий під назвою Natalis Solis Invicti («день народження непереможного сонця»). 25 грудня був першим днем після зимового сонцестояння, коли було помітно збільшення світлового дня. За календарем, введеним дещо раніше Юлієм Цезарем, це був найкоротший день року (лат. bruma — див. Брумалія). За часів Цезаря цей день не мав релігійного значення. Після введення юліанського календаря через декілька століть цей день зимового сонцестояння перемістився з 21 на 25 грудня.

## Інші божества
Найменування Sol Invictus протягом цього періоду застосовувалося і до деяких інших божеств сонця. Назва Sol Invictus, яка не є конкретним ім'ям, з'являється на імперських монетах з часу піднесення Септимія Севера. На солідах, викарбувані при Костянтині, також як і на золотому медальйоні часів його правління зображений імператорський бюст, здвоєний із Sol Invictus. Напис на медальйоні говорить: INVICTUS CONSTANTINUS.
Починаючи з середини другого століття, значна кількість східних культів практикувалася серед римських легіонів неофіційно, і тільки культ Sol Invictus був офіційно схвалений і спеціально наказаний для армії.

## Мітра

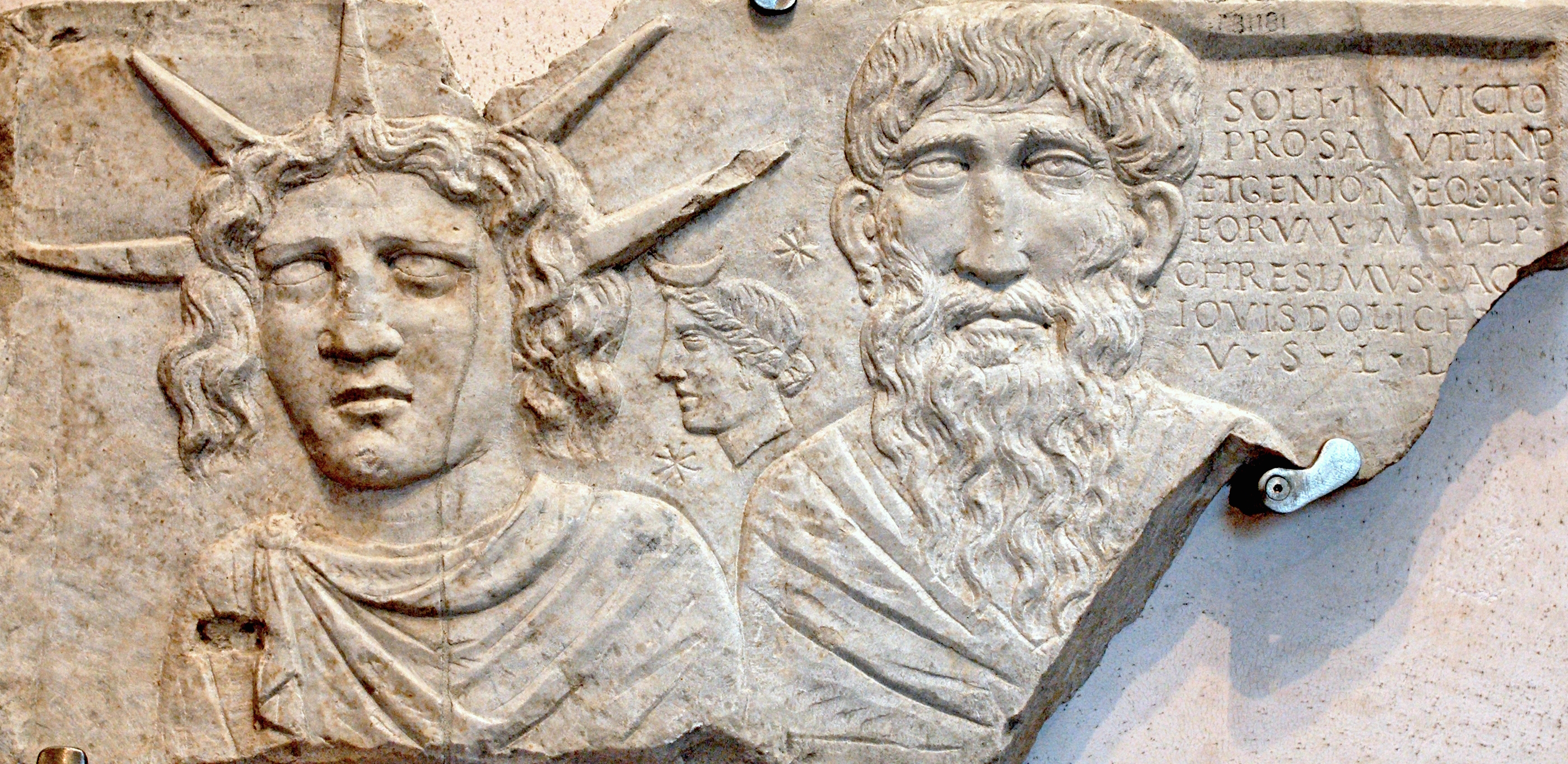
Sol Invictus

Епітет invictus застосовувався до культу Мітри в особистих написах, зроблених його шанувальниками. Також він вживався стосовно Марса.

## Використання терміна
Назва Sol Invictus («Непереможне Сонце») застосовувалося принаймні до трьох різних божеств протягом пізньої Імперії: до Геліогабала, Мітри, і Соля. Елагабала спочатку шанувався в Емесі в Сирії. Назва є латинською формою сирійської Ілах Хаг-Габалі, що є похідним від Ілах («бог») і Габалі («гора») (порівняти з арабським: جبل — Джебель). Культ божества поширився на інші частини Римської імперії в другому столітті. Наприклад, посвяту було знайдено навіть у Вердені, в сучасній Голландії.[джерело?]
Практикувався більш ранній, аграрний культ Sol Indiges («рідне сонце» або «викликане сонце» — однак етимологія і значення слова «indiges» є предметом дискусії).

## Римські імператори

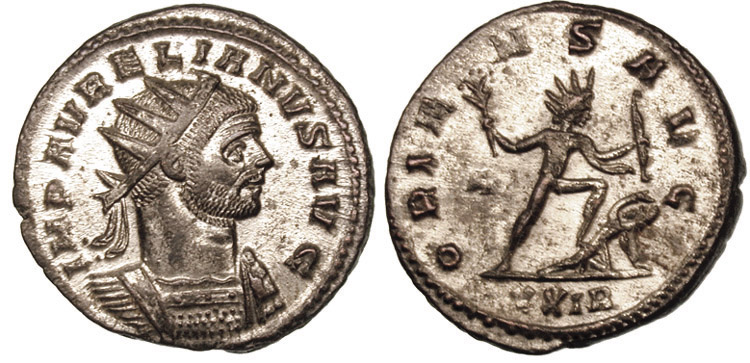
Авреліан у своїй короні з сонячними променями на посрібленому Антонініані, 274—275

Термін Sol Invictus вперше отримав популярність в часи правління імператора Геліогабала, який намагався невдало заснувати поклоніння богу сонця зі свого рідного міста Емес у Сирії. Хоча зі смертю імператора у 222 році культ зник, римські імператори продовжували протягом приблизно століття зображуватися на монетах з коронами з сонячних променів.